# WAM Åbo stads konstmuseum
WAM Åbo stads konstmuseum (tidigare Wäinö Aaltonens museum) är ett museum för nutidskonst som ligger i Åbo. Mellan 2009 och 2024 var WAM administrativt en del av Åbo museicentral (nuv. Åbo stadsmuseum). WAM är inte att förväxla med Åbo konstmuseum, som ägs och drivs av en stiftelse. Basen för utställningarna är Åbo stads konstsamling, som bland annat inkluderar en betydande samling av Wäinö Aaltonens konstverk. Museet visar både internationell och inhemsk nutidskonst i visstidsutställningar.
Den modernistiska museibyggnaden på Aura ås östra strand i 3:e distriktet har designats av Aaltonen tillsammans med sonen, arkitekt Matti Aaltonen och hans fru, arkitekt Irma Aaltonen. Museet öppnade 1967. De tre skulpturerna i Wäinö Aaltonens serie Arbete och framtiden står på museibyggnadens terrass. Med tiden har dessa verk blivit kännetecken för museet. De fristående figurerna framför den ljusa travertinbyggnaden ger ett annorlunda intryck än skulptureran som finns i plenisalen i Riksdagshuset i Helsingfors. 
I hamnänden på museets terrass finns ett café ”Cafe Wäinö”. Ekoluoto ligger på tomten intill museibyggnaden, där museicentralen organiserar olika konstprojekt kring urbana ekologiska teman. Förutom växlande utställningar omfattar WAMs verksamhetsfält olika evenemang, museipedagogiska aktiviteter och konserter.

## Åbo stads konstsamling
I egenskap av Åbo stads konstmuseum administrerar WAM Åbo stads konstsamlingar. Samlingarna omfattar cirka tiotusen konstverk. Konstsamlingarna fokuserar särskilt på Wäinö Aaltonens konst, inhemsk och internationell skulptur och konst från Åbo. 

## Utställningar
De senaste åren har WAM bland annat visat 100-årsjubileumsutställningen från Finska skulptörföreningen, konstnärsföreningens Artes 50-årsjubileumsutställning och Åbo konstakademis 20-årsjubileumsutställning. Stadens konstsamling har presenterats i utställningen "Döden och dess många ansikten" 2010, utställningen "Vatten - känslor och känslor" 2011 och "En högtid!" Firandet och festkulturen i finsk konst "2012. 

### Besökare och utställningar 2017
Antalet besökare under WAMs 50-årsjubileum gjorde rekord: 2017 besökte totalt 92 000 personer museet. Jubileumsårets utställningsprogram omfattade utställningen Gas Giants and Uncertain Atmospheres av Jacob Hashimoto från USA, samt den stora utställningen Wäinö Aaltonen och självständighetens århundrade.

### Besökare och utställningar 2018
Under året såg WAM utställningar av Hannu Väisänen, Simo Helenius och Hertta Kiiski och Jenna Sutela. Utställningen Inbördeskrig öppnades i oktober, och varade fram till 13 januari 2019. Totalt besöktes museet av 39 787 personer. 

### Besökare och utställningar 2019
Under 2019 presenterades Salla Tykkäs fotografiska och videoinstallationer, HC Bergs verk med optiska illusioner och en om tiden, som visades fram till 2020. En virtuell utställning förde besökarna på en rundvandring i Eremitaget i S:t Petersburg. Det nya galleriet WAMx, som öppnade i mars, presenterade program som utvecklats i samarbete med den brittiska expertkuratorn Gina Buenfeld. Året såg konstverk av Vincent Moon och Priscilla Telmon, Tuomas A. Laitinens Habitat Cascade, Maeve Brennans Listening in the Dark och Rebecca Birchs Lichen Hunting in the Lillomark. Museet besöktes av sammanlagt 43 635 personer. 

### Besökare och utställningar 2020
Det exceptionella året 2020 återspeglades i museets verksamhet på många olika sätt. Det totala antalet besökare sjönk över lag, eftersom nästan alla museer var tvungna att stänga sina dörrar i mars och igen i december på grund av coronaviruspandemin. Retrospektiv av Anneli Nygren och konstnärsgruppen Hyäryllista ställdes ut på WAM och på hösten öppnades en utställning av den internationellt erkända italienska konstnären Rosa Barba i museet. Utställningarna av Sencer Vardarman, Elina Vainio och Ulrike Mohr ställdes ut i WAMx. Museet besöktes av 25 476 personer.